# Cicurina placida
Cicurina placida är en spindelart som beskrevs av Banks 1892. Cicurina placida ingår i släktet Cicurina och familjen kardarspindlar. Inga underarter finns listade i Catalogue of Life.